# Sachs ZX und ZZ 125
Das Motorrad Sachs ZX / ZZ 125 wurde vom deutschen Hersteller Sachs hergestellt.
Sachs ZX 125 ist die Bezeichnung der Enduro und Sachs ZZ 125 ist die Bezeichnung der Supermoto.

## Technik
Der wassergekühlte Minarelli-Einzylindermotor der Sachs ZX / ZZ 125 leistet:
- 11 kW/15 PS gedrosselt
- 17 kW/23 PS entdrosselt

## Ähnliche Modelle (Minarelli Motor)
- Yamaha DT 125
- KTM LC2 125